# Chantajka
Chantajka (rusky Хантайка) je řeka v Krasnojarském kraji v Rusku. Je 174 km dlouhá. Povodí má rozlohu 30 700 km².

## Průběh toku
Odtéká z Malého Chantajského jezera, do kterého přitéká průtok z Chantajského jezera. Jezernatost řeky je 5,4 %. Ústí zprava do Jeniseje.

## Vodní režim
Zdroj vody je sněhový a dešťový. Průměrný roční průtok vody činí 590 m³/s. Zamrzá v říjnu a rozmrzá v první polovině června.

## Využití
Vodní doprava je možná do vzdálenosti 63 km od ústí. Na řece byla vybudována Usť-chantajská přehrada.